# Бій при Хораніу
Бій при Хораніу (англ. Battle off Horaniu, яп. 第一次ベララベラ海戦) — одна з морських битв в ході Тихоокеанської кампанії Другої світової війни. Відбулася в ніч з 17 на 18 серпня 1943 року біля острова Велья-Лавелья поблизу містечка Хораніу.

## Передумови
Для полегшення евакуації гарнізону Коломбангари японське командування вирішило створити проміжну базу для евакуаційних кораблів на півночі острову Велья-Лавелья, в містечку Хораніу. З цією метою 17 серпня із Буїна вийшов конвой з 20 барж з людьми та матеріалами. Прикриття конвою було доручено з'єднанню есмінців під командуванням контр-адмірала Мацудзі Ідзюїна. Це переміщення було помічено з повітря, і американський контр-адмірал Вікінсон відправив на перехоплення групу есмінців під командуванням капітана 1-го рангу Томаса Райана.

## Склад сторін
| США                 | Японія                         |
| ------------------- | ------------------------------ |
| есмінець «Шевальє»  | есмінець «Садзанамі» (флагман) |
| есмінець «О'Баннон» | есмінець «Хамакадзе»           |
| есмінець «Тейлор»   | есмінець «Ісокадзе»            |
| есмінець «Ніколас»  | есмінець «Сігуре»              |
|                     | 20 барж                        |

## Бій
Близько півночі обидва з'єднання кораблів досягли острова. В 0:29 американці помітили противника на північному заході від себе і здійснили поворот, щоб лягти на пересікаючий курс. Японський адмірал вважав своім головним завданням захист барж і намагався поставити свої кораблі перед американськими, щоб відволікти атаку на себе.
Виклик був прийнятий і на 01:11, після серії поворотів, кораблі стали на паралельні контр курси на відстані 9 500 м один від одного та прийнялися обмінюватися торпедними і артилерійськими ударами. Незважаючи на щільний вогонь з двох сторін влучань не було.
Потім оператор локатора з «Хамакадзе» повідомив про значне з'єднання супротивника, яке підходило з півдня. Керуючись цією інформацією, Ідзюїн скомандував відходити на північний захід. Тим часом, баржі розсіялися і, таким чином, бій виявився завершеним. Японський адмірал виконав своє завдання по відволіканню противника від транспортів і американці змогли потопити тільки дві баржі.

## Результат
Виходячи з того, що японська сторона виконала завдання по доставці будівельників до місця призначення, відбувшись двома потопленими баржами (з 20) і незначними пошкодженнями двох есмінців, можна сказати про стратегічну перемогу японців в цьому бою.